# Koellensteinia
Koellensteinia es un género de orquídeas de hábitos terrestres. Tiene cerca de 20 especies originarias de América tropical. 

## Descripción
Sus rizoma es corto y los pseudobulbos son ovoides o alargados, que quedan ocultos por vainas de hojas basales. Tiene de una a tres hojas lanceoladas, con  muchas venas. La inflorescencia racemosa, erecta, basal, que se plantea en la axila de vainas del exterior de los pseudobulbos. Tiene en su mitad apical cuatro docenas de flores.
Las flores son normalmente blanquecinas o teñidas de rojo o púrpura. Los sépalos y pétalos similares, más o menos planos. El labio es unguiculado, trilobulado , el lóbulo central es triangular y los laterales, oblongos, erigidos  en paralelo a la columna, la cual presenta, cerca de la base, una verruga prominente,  carnosa bilobulada, mirando hacia atrás. La columna tiene un pie, corto y carnoso, ampliada al final, con dos pares de polinias cerosas.

## Distribución
Este género tiene cerca de veinte especies de hábitos terrestres, rara vez, epífitas. Son de crecimiento cespitosa que habitan en las selvas tropicales del Amazonas,  la mayoría en territorio de Brasil, alguna vez en los acantilados en medio de los arbustos, helechos y pastos. Alrededor de la mitad de las especies que se registran Brasil.

## Evolución, filogenia y taxonomía
Fue propuesta por Heinrich Gustav Reichenbach En Bonplandia 2: 17 en 1854. La especie tipo es Koellensteinia kellneriana Rchb.f..

## Etimología
El género fue nombrado en honor del capitán  Kellner von Koellenstein colector de orquídeas austriaco

## Especies deKoellensteinia
- Koellensteinia abaetana  L.P. Queiroz  (1987)
- Koellensteinia altissima  Pabst (1962)
- Koellensteinia boliviensis  (Rolfe ex Rusby) Schltr. (1918)
- Koellensteinia carraoensis  Garay & Dunst. (1976)
- Koellensteinia eburnea  (Barb.Rodr.) Schltr. (1918)
- Koellensteinia elegantula  Schltr. (1920)
- Koellensteinia florida  (Rchb.f.) Garay (1973)
- Koellensteinia graminea  (Lindl.) Rchb.f. (1856)
- Koellensteinia graminoides  D.E. Benn. & Christenson (1994)
- Koellensteinia hyacinthoides  Schltr. (1925)
- Koellensteinia ionoptera  Linden & Rchb.f. (1871)
- Koellensteinia kellneriana  Rchb.f. (1854)
- Koellensteinia lilijae  Foldats (1961)
- Koellensteinia lineata  (Barb.Rodr.) Garay (1973)
- Koellensteinia roraimae  Schltr. (1918)
- Koellensteinia spiralis  Gomes Ferreira & L.C. Menezes  (1997)
- Koellensteinia tricolor  (Lindl.) Rchb.f.  (1863)